# 山口裕太
山口 裕太（やまぐち ゆうた、1984年6月30日 - ）は、広島県出身の競艇選手。登録番号4316。身長166cm。血液型A型。95期。同期に峰竜太、海野康志郎、西村美智子らがいる。

## 来歴
- やまと競艇学校時代、リーグ戦勝率5.67（準優出3　優出2　第5戦優勝）の成績を残して、卒業記念競走へ優出（5着）した。
- 2004年11月17日、宮島競艇場でデビュー（6着）。11月18日、初勝利（2走目）。
- 2009年11月23日、宮島競艇場での「第9回JLC杯争奪 パワーバトル」で初優勝（優出10回目）。